# Альховский, Сергей Владимирович
Сергей Владимирович Альховский (род. 10 апреля 1979 года) — российский учёный-микробиолог, вирусолог, член-корреспондент РАН (2022).

## Биография
Родился 10 апреля 1979 года.
Выпускник биологического факультета Нижегородского государственного университета.
Заведующий лабораторией биотехнологии, советник по науке директора Национального исследовательского центра эпидемиологии и микробиологии имени почётного академика Н. Ф. Гамалеи.
В 2022 году — избран членом-корреспондентом РАН от Отделения медицинских наук.

## Научная деятельность
Ведет исследования, посвященные изучению геномики, эволюции и экологии зоонозных вирусов в природных резервуарах.